# Clausula antiborussica

Das Deutsche Reich 1871–1918, mit Preußen in blauer Flächenfarbe

Clausula antiborussica (lat. für „Klausel, die gegen Preußen gerichtet ist“) ist ein Begriff aus der deutschen Verfassungsgeschichte. Als das Königreich Preußen 1867 ein Gliedstaat im föderalen Norddeutschen Bund und 1871 im neu gegründeten Deutschen Reich wurde, war es weitaus größer als die anderen Gliedstaaten zusammen. Eine clausula antiborussica war eine Regel, der zufolge Preußen weniger stark an der Bundesgesetzgebung beteiligt werden sollte als es seiner Einwohnerzahl entsprochen hätte.
Die Regel betraf die Vertretung Preußens im Bundesrat, in der Weimarer Zeit im Staatenausschuss und dem Reichsrat. Die Nationalsozialisten zentralisierten die Reichsgesetzgebung und hoben 1934 den Reichsrat und dessen Mitwirkung in Rechtssetzung und Verwaltung auf. Damit wurde die Regel obsolet. Im Jahr 1947 wurde Preußen durch das Kontrollratsgesetz Nr. 46 aufgelöst.

## Norddeutscher Bund und Deutsches Kaiserreich
Der Bundesrat war ein Organ, das zusammen mit dem Reichstag über Gesetze beschloss. Die Stimmenanzahl für die einzelnen Länder war in den Bismarckschen Verfassungen festgelegt. Man orientierte sich an der Stimmverteilung im Plenum der ehemaligen Bundesversammlung im Deutschen Bund. Da schon im Deutschen Bund die Stimmenzahlen für die einzelnen Länder in Stufen gestaffelt waren, und da jeder Staat mindestens eine Stimme haben sollte, erhielt Preußen relativ wenig Bundesratsstimmen: 17 von 61 (ab dem Jahr 1911). Der Reichskanzler wurde zwar vom Deutschen Kaiser und preußischen König eingesetzt: Allerdings leitete der Reichskanzler laut Verfassung nur die Geschäfte des Bundesrates und hatte als Reichskanzler selbst keine Stimme.
Die Position Preußens war dennoch sehr stark im Gesamtstaat:
- Im Reichstag war Preußen in etwa entsprechend seiner Einwohnerzahl mit Abgeordneten vertreten. Allerdings sollte jeder Gliedstaat mindestens einen Wahlkreis haben, so dass die kleinsten Gliedstaaten durchaus gegenüber Preußen und anderen größeren Gliedstaaten bevorteilt waren.
- Der preußische König war laut Verfassung stets Deutscher Kaiser, der den Reichskanzler ernannte.
- Der Reichskanzler wurde fast immer auch zum preußischen Ministerpräsidenten und preußischen Außenminister ernannt. So hatte er einen großen Einfluss auf den Bundesrat.
- Viele Reichsstaatssekretäre waren zeitgleich preußische Minister.
- Preußen hatte genug Stimmen, um als einzelner Staat im Bundesrat eine Verfassungsänderung abzulehnen.

Die starke Verbindung zwischen Reich und größtem Gliedstaat führte dazu, dass Preußen seinen eigenständigen Charakter als Gliedstaat immer mehr verlor.

## Weimarer Zeit

Karte des Deutschen Reiches 1919–1933

Im Februar 1919, nach dem Ende des Kaiserreichs, erhielt Deutschland zunächst eine provisorische Verfassungsordnung mit dem Gesetz über die vorläufige Reichsgewalt. Die Gliedstaaten waren in einem Staatenausschuss vertreten. Gemäß § 2 hatte jeder Freistaat mindestens eine Stimme, durfte aber nicht durch mehr als ein Drittel aller Stimmen vertreten sein.
Für die Weimarer Verfassung (WRV) war zunächst im Regierungsentwurf dieselbe Regel für den Reichsrat vorgesehen. Der Verfassungsausschuss setzte sich jedoch dafür ein, dass die Grenze von einem Drittel auf zwei Fünftel (40 %) hochgesetzt wurde (Art. 61 WRV).
In Abkehr von den festen Stimmenzahlen der Verfassung von 1871 sah Art. 61 Abs. 1 WRV zur Herstellung der formellen Rechtsgleichheit aller Länder nunmehr eine Stimme für je 1 Mio. (ab 1921: je 700.000) Einwohner vor. In Art. 63 WRV kam jedoch eine clausula antiborussica hinzu, um den Einfluss des bevölkerungsstärksten Landes Preußen zu begrenzen: Die Länder wurden im Reichsrat grundsätzlich durch Mitglieder ihrer Regierungen vertreten. Jedoch sollte die Hälfte der preußischen Stimmen nach Maßgabe eines Landesgesetzes von den preußischen Provinzialverwaltungen bestellt werden. Ein solches Landesgesetz sollte gemäß Art. 168 WRV bis zum 1. Juli 1921 ergehen. Das preußische Gesetz über die Bestellung der Mitglieder des Reichsrats durch die Provinzialverwaltungen vom 3. Juni 1921 legte dann fest, dass die 12 preußischen Provinzen und die Stadt Berlin je 1 Stimme erhielten. Die Inhaber dieser Stimme waren durch die Provinzialausschüsse und in Berlin durch den Magistrat zu wählen. Huber drückt es so aus, dass die eine Hälfte der preußischen Stimmen föderalisiert und die andere Hälfte regionalisiert worden sein.
Die Bevollmächtigten aus den preußischen Provinzen hatten ein freies Mandat. Ihre Stimme war an keine Instruktion der Provinzialverwaltungen gebunden. Das hatte wiederholt zur Folge, dass die Mehrheit der Provinzialvertreter gegen die Regierungsvertreter stimmte und sich die preußischen Stimmen gegenseitig aufhoben, so dass der ausschlaggebende Einfluss im Reichsrat auf das ungeteilt abstimmende Bayern überging.
Ursprünglich hatten die Entwürfe zur Reichsverfassung vorgesehen, dass Preußen in mehrere Gliedstaaten aufgeteilt werden würde, um einen funktionierenden Föderalismus zu ermöglichen. Dies wurde versäumt, so dass der Dualismus Reich-Preußen bestehen blieb, diesmal aber ohne die Verbindungen aus der Zeit vor 1918. Unter dem Vorsitz von Hans Luther wurden Vorschläge für eine Reichsreform erarbeitet. Ein Motiv war es, die unterschiedliche Abgabe der preußischen Stimmen im Reichsrat zu überwinden. Nach den Vorschlägen sollte Preußen zusammen mit anderen nord- und mitteldeutschen Staaten ein Reichsland bilden. Solche Pläne scheiterten unter anderem am Widerstand Bayerns.

## Belege
1. ↑  Gesetz über die Aufhebung des  Reichsrats vom 14. Februar 1934, RGBl. I S. 89
2. ↑  Ernst Rudolf Huber: Deutsche Verfassungsgeschichte seit 1789. Band V: Weltkrieg, Revolution und Reichserneuerung: 1914–1919. W. Kohlhammer, Stuttgart et al. 1978, S. 1079, 1194.
3. ↑  Die Verfassung des Deutschen Reichs („Weimarer Reichsverfassung“) vom 11. August 1919. Im Reichsgesetzblatt, Nr. 152 vom 14. August 1919, S. 1383 ff., Digitalisat.
4. ↑  Ernst Rudolf Huber: Deutsche Verfassungsgeschichte seit 1789. Band V: Weltkrieg, Revolution und Reichserneuerung: 1914–1919. W. Kohlhammer, Stuttgart et al. 1978, S. 1194.
5. ↑  Gesetz über die Vertretung der Länder im Reichsrat vom 24. März 1921, RGBl. I S. 440
6. ↑  GS S. 379
7. ↑  Valentin Schröder: Weimarer Republik 1918-1933. Reichsorgane: Reichsrat 25. Juli 2014
8. ↑  Ernst Rudolf Huber: Deutsche Verfassungsgeschichte seit 1789. Band VI: Die Weimarer Reichsverfassung. W. Kohlhammer, Stuttgart [u. a.] 1981, pp. 64.
9. ↑  Ernst Rudolf Huber: Deutsche Verfassungsgeschichte seit 1789. Band VI: Die Weimarer Reichsverfassung. W. Kohlhammer, Stuttgart [u. a.] 1981, pp. 386–389.
10. ↑  Berlin-Brandenburgische Akademie der Wissenschaften (Hrsg.): Die Protokolle des Preußischen Staatsministeriums 1817–1934/38 Acta Borussica, Neue Folge, 1. Reihe. Hildesheim, Zürich, New York 2002, S. 8.